# Federația de Fotbal a Statelor Unite ale Americii

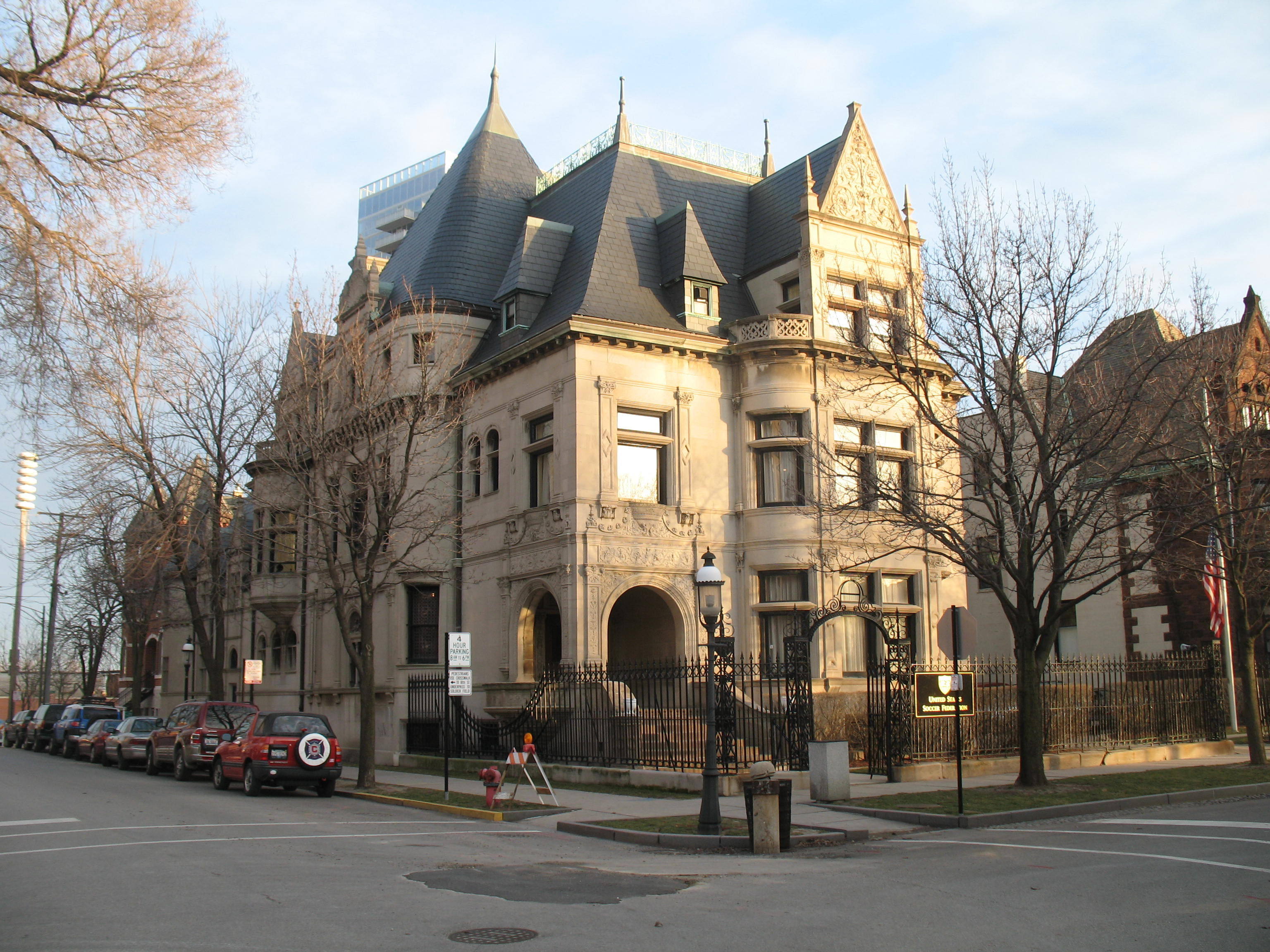
Clădirea Federației de Fotbal a Statelor Unite ale Americii de pe Prairie Avenue în Chicago

Federația de Fotbal a Statelor Unite ale Americii este forul ce guvernează fotbalul în Statele Unite ale Americii. Sediul este localizat în Chicago, Illinois. Este membră FIFA și este responsabilă cu conducerea fotbalului amator și profesionist în Statele Unite ale Americii.